# アントン・インナウアー
アントン・インナウアー（Anton Innauer、1958年4月1日 - ）は、オーストリア、フォアアールベルク州Bezau出身の元スキージャンプ選手、指導者。現役時代は1970年代中盤から1980年代初期に活躍した。愛称のトニ・インナウアーと表記されることもある。

## プロフィール
バルダー・プライムルコーチの門下生として指導を受け、オーストリアジャンプチームの黄金時代を担ったうちの一人である。
1975/76シーズンに早くも頭角を現す。第24回ジャンプ週間第一戦のオーベルストドルフで史上初めて飛型審判員5人全員が20点満点を付けるジャンプを披露し優勝。4戦中3戦に勝ったが、第三戦インスブルックで得点を伸ばせず総合優勝は逃してしまった。(総合4位)
続いて、地元で開催されたインスブルックオリンピック90m級では、17歳の若さで同僚カール・シュナーブルについで銀メダルを獲得した。
また、この年オーベルストドルフでのフライングで当時の世界記録を2度記録（174m、176m）した。
レークプラシッドオリンピックでは、70m級では2回とも最長不倒をマークし、金メダルを獲得した。90m級でも公式練習から好調で、史上初めてオリンピックでの2冠が期待されたが、4位に終わった。
1982年に現役引退。スキージャンプ・ワールドカップでは通算2勝（3位1回）、1979/80シーズンの総合9位が最高位であった。
1987年に、哲学、心理学、およびスポーツ科学の学位を取得しグラーツ大学を卒業した。卒業論文はスキージャンプの社会学についてであった。1984年以降オーストリアチームのコーチやオーストリアスキー連盟のノルディックスキーディレクターなどを歴任している。
2001年2月、インナウアーは当時ヘッドコーチであったアロイス・リップブルガーが交通事故で急逝した事態を受けて急遽ヘッドコーチに就任。2001/02シーズン終了後にハンヌ・レピストに交代した。
2007年2月に、オーストリアスキー連盟はインナウアーがノルディックスキー部門のディレクターとして少なくとも2010年まで働き続けると発表した。バンクーバーオリンピックでの活躍に向けてインナウアーの舵取りが注目される。
3人の子供がおり、息子のマリオ・インナウアーもジャンプ選手で、第77回宮様スキー大会国際競技会ラージヒルでは優勝をしている。

## 著作
- Anton Innauer: Der Showsport Skispringen. Zur soziologisch-philosophischen Deutung des Hochleistungssports. Diplomarbeit, Karl-Franzens-Universität Graz 1987.
- Anton Innauer: Der kritische Punkt. Mein Weg zum Erfolg. Aufgezeichnet von Christian Seiler, Bad Sauerbrunn 1992, ISBN 3-900977-32-1.
- Werner Ringhofer, Alois Kogler: Positive Unsicherheit: Ratgeber für Erfolgswege in die Zukunft. Mit einem Vorwort von Anton Innauer, Graz 2005, ISBN 3-200-00488-6.
- Man scheitert ja viel öfter als man gewinnt. Der Glaube und der Spitzensport. Anton Innauer im Gespräch. S. 50–59, Jahrbuch der Diözese Gurk 2008, Klagenfurt 2007. Verfügbar über: http://www.kath-kirche-kaernten.at//upload/38891_dioezesanjahrbuch2008_interview_innauer.pdf (Abgerufen am 27. Mai 2008)
- Matthias Marschik (Hrsg.): Helden und Idole. Sportstars in Österreich. Mit einem Beitrag von Birgit Egarter: Anton Innauer. Von Hausdächern abheben. Studien Verlag 2006, ISBN 978-3-7065-4253-1.